# Clubiona picturata
Clubiona picturata is een spinnensoort uit de familie  struikzakspinnen (Clubionidae). De soort komt voor in Bali. 